# Emisijska maglica
Emisijska maglica je međuzvjezdani oblak ioniziranog plina koja emitira svjetlo različitih boja. Najčešći izvor koji ionizira čestice su visokoenergijski fotoni koje emitira obližnja vruća zvijezda. Nekoliko je raznih vrsta emisijskih maglica. Među njima su i područja H II u kojima se oblikuju zvijezde. Osim njih, to su mlade masivne zvijezde iz kojih izviru fotoni koji ioniziraju susjedne čestice. Planetne maglice su još jedan oblik emisijskih maglica. U njima zvijezda koja umire je odbacila svoje vanjske slojeve, čime je izložila svoju vrelu jezgru koja onda ionizira.
Pripada difuznim maglicama koje za razliku od refleksijskih maglica, same zrače.